# Ułus bułuński
Ułus bułuński(ros. Булунский улус, jakut. Булуҥ улууһа) – ułus położony na północy Jakucji w Rosji.

## Geografia
Ułus znajduje się na północy Jakucji. Od północy ułus bułuński graniczy z Morzem Łaptiewów. Ułus bułuński obejmuje swoim terytorium Wyspy Nowosyberyjskie.
W ułusie znajduje się dziesięć jednostek osadniczych, leżących w obrębie sześciu osiedli wiejskich oraz jednego osiedla miejskiego.

## Demografia
W 2022 roku w ułusie bułuńskim żyły 8543 osoby.
Narodowości zamieszkujące ułus w 2002 roku:
| Narodowość            | Liczba ludności | Procentowa ilość populacji |
| --------------------- | --------------- | -------------------------- |
| Rosjanie              | 3500            | 35,81%                     |
| Ewenkiowie            | 2345            | 23,99%                     |
| Jakuci                | 2271            | 23,23%                     |
| Ukraińcy              | 663             | 6,78%                      |
| Eweni                 | 607             | 6,21%                      |
| Pozostałe narodowości | 389             | 3,98%                      |

## Gospodarka
Podstawą gospodarki ułusu jest hodowla bydła, reniferów i koni, a także futrzarstwo i łowiectwo. Na terenie ułusu znajdują się złoża diamentów, złota, węgla brunatnego, węgla kamiennego, anhydrytu i gipsu.

## Natura
Na terenie ułusu żyją foki, owce, świstaki czarnogłowe i woły piżmowe.

## Historia
Ułus bułuński został utworzony 10 grudnia 1930 roku. Początkowo jego centrum administracyjnym była wieś Kiusiur, jednak w 1957 roku przeniesiono je do Tiksi.
Herb ułusu został wybrany i zatwierdzony decyzją Bułuńskiej Rejonowej Rady Deputowanych w 2005 roku, flaga zaś – w 2014 roku